# Dhirubhai Ambani
Dhirajlal Hirachand Ambani, plus connu sous le nom de Dhirubhai (littéralement « frère Dhiru » en hindi), né le 28 décembre 1932 et mort le 6 juillet 2002, est un magnat indien qui a fondé Reliance Industries à Bombay avec son cousin. Après sa mort, le conglomérat a été divisé entre ses deux fils, Mukesh et Anil.